# Pandanus piniformis
Pandanus piniformis är en enhjärtbladig växtart som beskrevs av Richard Eric Holttum och Harold St.John. Pandanus piniformis ingår i släktet Pandanus och familjen Pandanaceae. Inga underarter finns listade.